# Union Pacific GTEL
A Union Pacific GTEL egy B+B-B+B tengelyelrendezésű gázturbinás-elektromos mozdonysorozat volt, amit az Alco-GE és a General Electric gyártott 1952–1961 között, és a Union Pacific Railroad üzemeltetett 1952-től 1970-ig.

## Prototípus

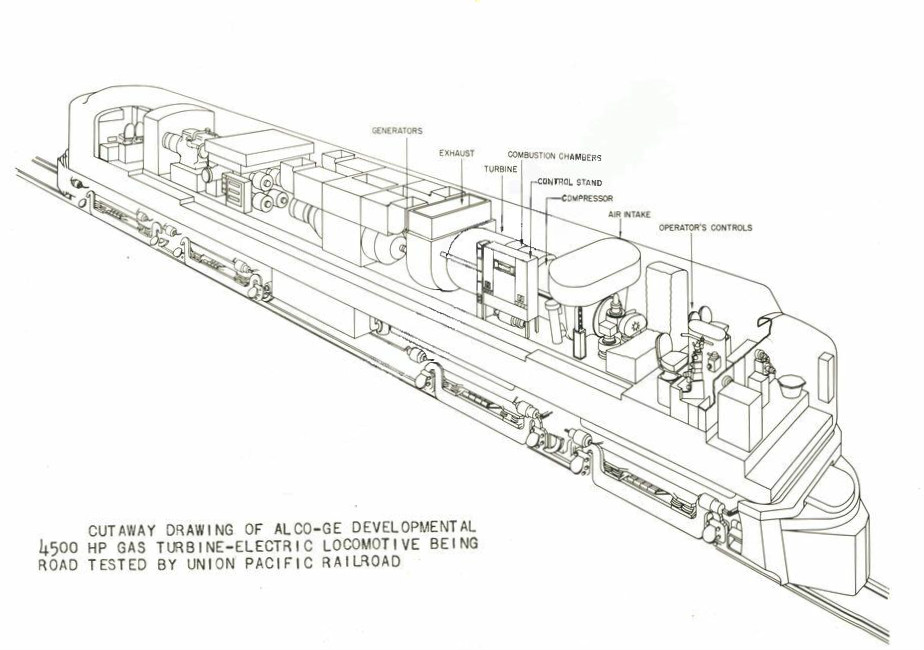
Az Alco-GE által készített turbinás mozdony tervrajza

A Union Pacific régóta kereste a legnagyobb és legjobb mozdonyokat. Az 1930-as években két gőzturbinás mozdonyt teszteltek, de végül elutasították őket. A második világháború előtt a Union Pacific a dízelmozdonyokat is érdeklődéssel figyelte, de ezek közül egyik sem vontatott teherkocsikat. Az ötlet, hogy négy dízelmozdonyt használjanak egy gőzmozdony teljesítményének elérésére, nem volt túl vonzó, ezért egy jobb megoldás után kutattak. A General Electric gázturbinákat épített repülőgépek számára, és ugyanezt javasolta mozdonyon való használatra. A Union Pacific úgy gondolta, hogy a mozdony üzemeltetési költsége nagyrészt független a teljesítményétől, ezért kisebb számú erősebb mozdonnyal több pénzt takarítana meg.
Úgy döntöttek, hogy a gázturbinás mozdony ötlete megvalósításának legjobb módja az, hogy a gázturbinákat felszerelik a fővonali tehervonatokat továbbító mozdonyokra. A nagy távolságok és a viszonylag nagy sebesség maximalizálná a turbinák teljesítményét.
Miután a Union Pacific kimutatta érdeklődését, az Alco-GE megépített egy prototípust – a GE 101-et – amit 1948. novemberében fejeztek be, és 1949. júniusában tesztelték, és ezek alatt UP 50-re nevezték át. A Union Pacific soha nem vette birtokába a mozdonyt, egyike volt Észak-Amerika azon kevés belső égésű motorral rendelkező mozdonyainak, amelyek mindkét végén vezetőfülke volt.
Az UP 50 B+B-B+B tengelyelrendezéssel rendelkezett. A turbina 3,6 MW energiát állított elő, amelyből 3,4 MW-ot a vontatásra használt. Ez a teljesítmény több mint duplája volt a korabeli dízel-elektromos mozdonyokénak. A mozdony súlya 230 000 kilogramm, hossza 24 méter volt.

## Első generáció

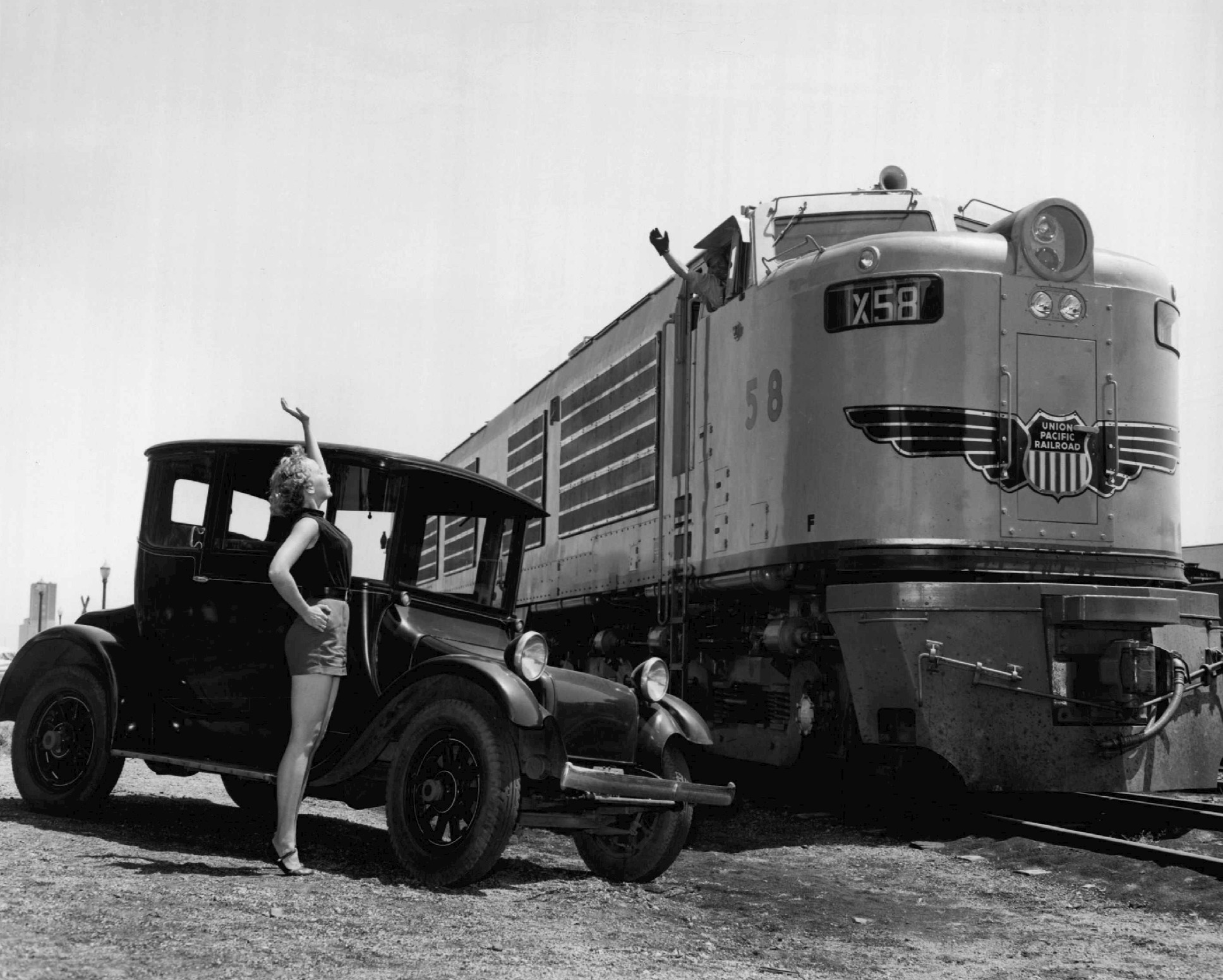
Első generációs GTEL és egy 1923-as elektromos autó Fremontban

1952 januárjától 1953 augusztusáig gyártott UP egységeket 51-től 60-ig számozták. Ezek viszont csak az egyik végükön rendelkeztek vezetőfülkével az üzemanyag-kapacitás növelése érdekében. Áruk 540 000 amerikai dollár volt. A mozdony váza 27 000 liternyi üzemanyagot szállított.
A GTEL-ek eredetileg tehervagonokat vontattak az utahi Ogden és a wyomingi Green River között, áthaladva a Weber Canyon-on és az Utah Echo Canyon-on. 
1954-ben megkezdték az Ogden-Laramie és nem sokkal később az Ogden-Cheyenne vonalon való szállítást. 1955-ben és 1956-ban 91 000 liter űrtartalmú üzemanyagtartályt építettek a turbinák mögé, így az iowai Council Bluffsba is eljutottak.
Az UP 53-at egy tetőre szerelt, továbbfejlesztett légbevezető tesztelésére használták. Ez a fejlesztés sikeresnek bizonyult, és az 57-60-as számú mozdonyokat is ezzel építették.
1953 májusában egy túlnyomásos tartálykocsi felhasználásával az UP 57-et propán meghajtásúvá tették. Ez az üzemanyag tisztán égett, és nem rongálta a turbina lapátjait, mint a Bunker C olaj, de nehezebb volt szállítani, és biztonsági problémák merültek fel. A projekt 1954 januárjában ért véget, és az UP 57-et visszaalakították, hogy ismét Bunker C-t használjon. Egyéb átalakítás nem történt.
Az UP 59-et és 60-at egy kísérleti 6700 kW teljesítményű dupla turbinás párban alkalmazták, megosztva az üzemanyag-ellátást. A hátsó turbinában néha lángkicsapódás jött létre. A nehézségek minimalizálása érdekében végzett módosítások ellenére a kísérletet leállították, a további dízelmozdonyok üzemeltetése érdekében.
Az első generációs turbinákat 1964-ben selejtezték le.

## Második generáció

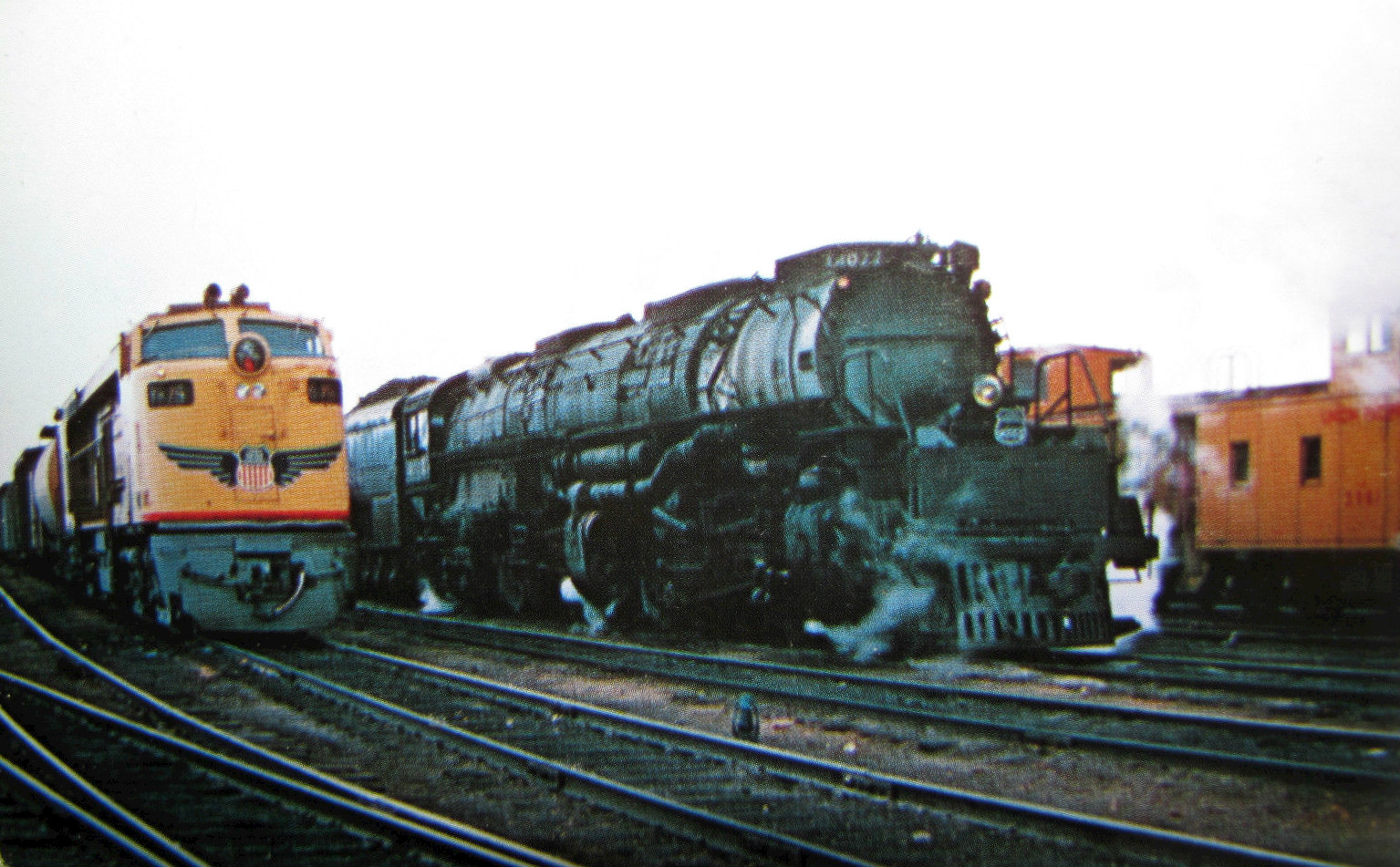
A Union Pacific 75 második generációs GTEL és a Union Pacific 4000, Cheyenneben, 1956-ban

A UP 61-től 75-ig  számozott egységeket 1954 kezdetén szállították le. A mozdony külsején futó járdák miatt a Veranda becenevet kapta. A mozdony turbinája és az elektromos berendezései nagyjából megegyeztek az első generációéval, habár az oldalsó légbeömlő nyílást az UP 53-on teszteltre cserélték.
A Verandákat 1963 augusztusa és 1964 júniusa között selejtezték le.

## Harmadik generáció

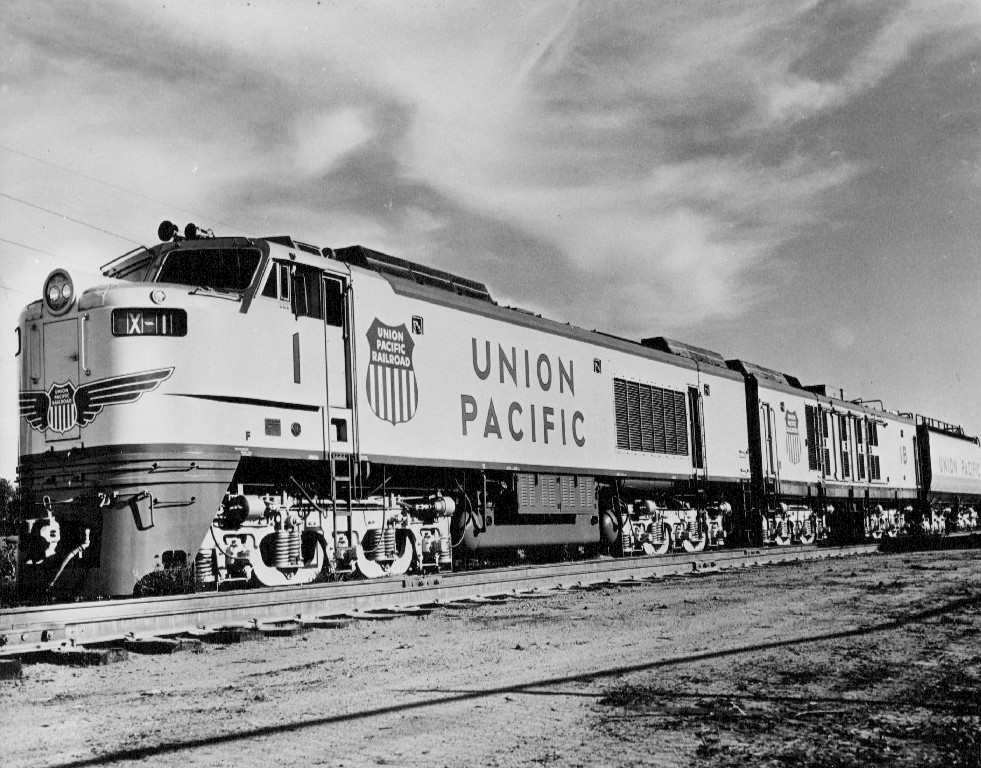
A UP 1 harmadik generációs GTEL 1965 októberében

1955-ben a Union Pacific új turbinás-elektromos mozdonyt rendelt, a világon a legerősebbnek számított akkoriban.
Az A egység tartalmazta a vezetőfülkét és a tartalék dízelmotort. A B egységben helyezkedett el a turbina és a fő generátorok, hogy energiát szolgáltassanak a mindkét egységben megtalálható vontatómotoroknak.
A turbina egy újfajta GE Frame egyszerű ciklusú gázturbina volt, tizenhat fokozatú kompresszorral, tíz égéstérrel és egy kétlépcsős turbinával. A nehéz Bunker C olaj felmelegítéséhez és cseppfolyósításához nem volt szükség gőzgenerátorra, mivel a szerkocsik szigeteltek voltak. Az eredeti terv az volt, hogy ezeket az egységeket egy 7000-es sorozatba sorolják, de végül csak 1-től 30-ig számozták őket.
1958 augusztusa és 1961 júniusa között szállították le őket a Union Pacific-nek. Ezen egységek jelentősen eltértek az előző generációktól, és C-C tengelyelrendezésűek voltak (a szerkocsik). A mozdony teljes szerkocsival körülbelül 610 tonnát nyomott. Folyamatos vontatási ereje 6600 kg volt, a 105 km/h 74:18 sebességváltóval.
Az ezekben az egységekben lévő turbinák a legerőteljesebb motorok, amelyeket valaha észak-amerikai mozdonyokba telepítettek.
A harmadik generációs GTEL-eket 1970-ben selejtezték le.

## Selejtezés
A Bunker C olaj költségelőnye elenyészett, amikor a műanyagipar továbbfejlesztett krakkolási technikái lehetővé tették a korábban hulladéknak számító olaj könnyebb üzemanyag kategóriákká történő átalakítását.

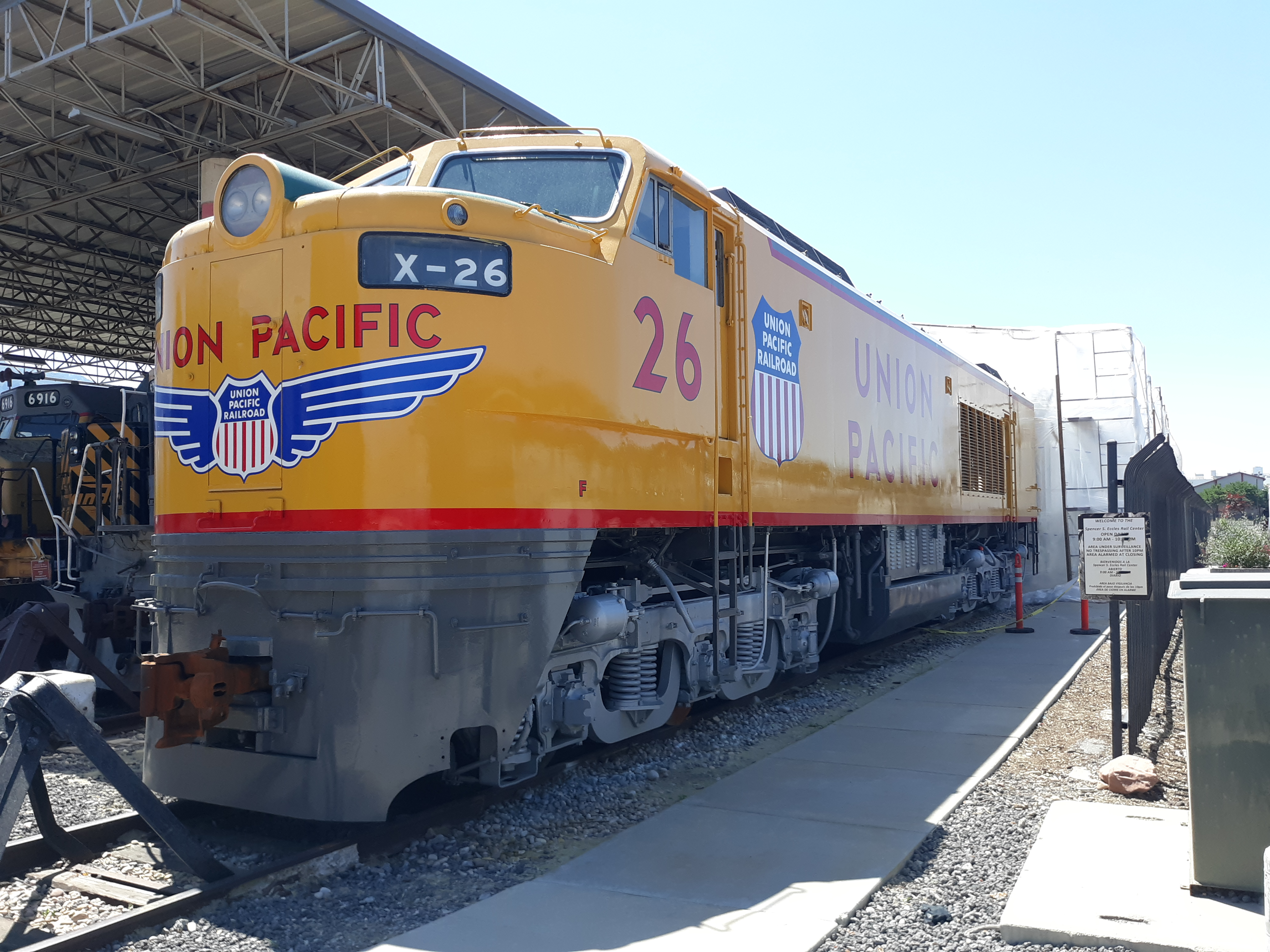
Az UP 26 az Utahi Állami Vasúti Múzeumban, Ogdenben.

A GTEL-ek utolsó útjára 1969. december 26-án került sor. Futóműveiket újrahasznosították, és felhasználták a GE U50 mozdonyok gyártásakor. Az U50 építésénél az 51-től 75-ig számozott mozdonyok vagonjait, vontatómotorjait és a támasztékokat használták, az 1–től 30-ig számozott mozdonyok vagonjait és vontatómotorjait pedig az U50C típusú mozdonyok gyártásához. Több szerkocsit azonban megtartottak és átalakítottak víztárolóvá az utak karbantartása céljából, majd később az Union Pacific Challenger, az Union Pacific 3985 és az Union Pacific 4000 gőzmozdonyokhoz használták fel őket.
A prototípust, az első és második generációs GTEL-eket 1964-ben mind lebontották és selejtezték. Két harmadik generációs mozdony maradt fenn, a UP 18 az Illinois-i Vasúti Múzeumban Ogdenben, és az UP 26 az Utahi Állami Vasúti Múzeumban.

## Fordítás
- Ez a szócikk részben vagy egészben  az   Union Pacific GTELs című angol Wikipédia-szócikk fordításán alapul.  Az eredeti cikk szerkesztőit annak laptörténete sorolja fel. Ez a jelzés csupán a megfogalmazás eredetét és a szerzői jogokat jelzi, nem szolgál a cikkben szereplő információk forrásmegjelöléseként.